# Prolificité

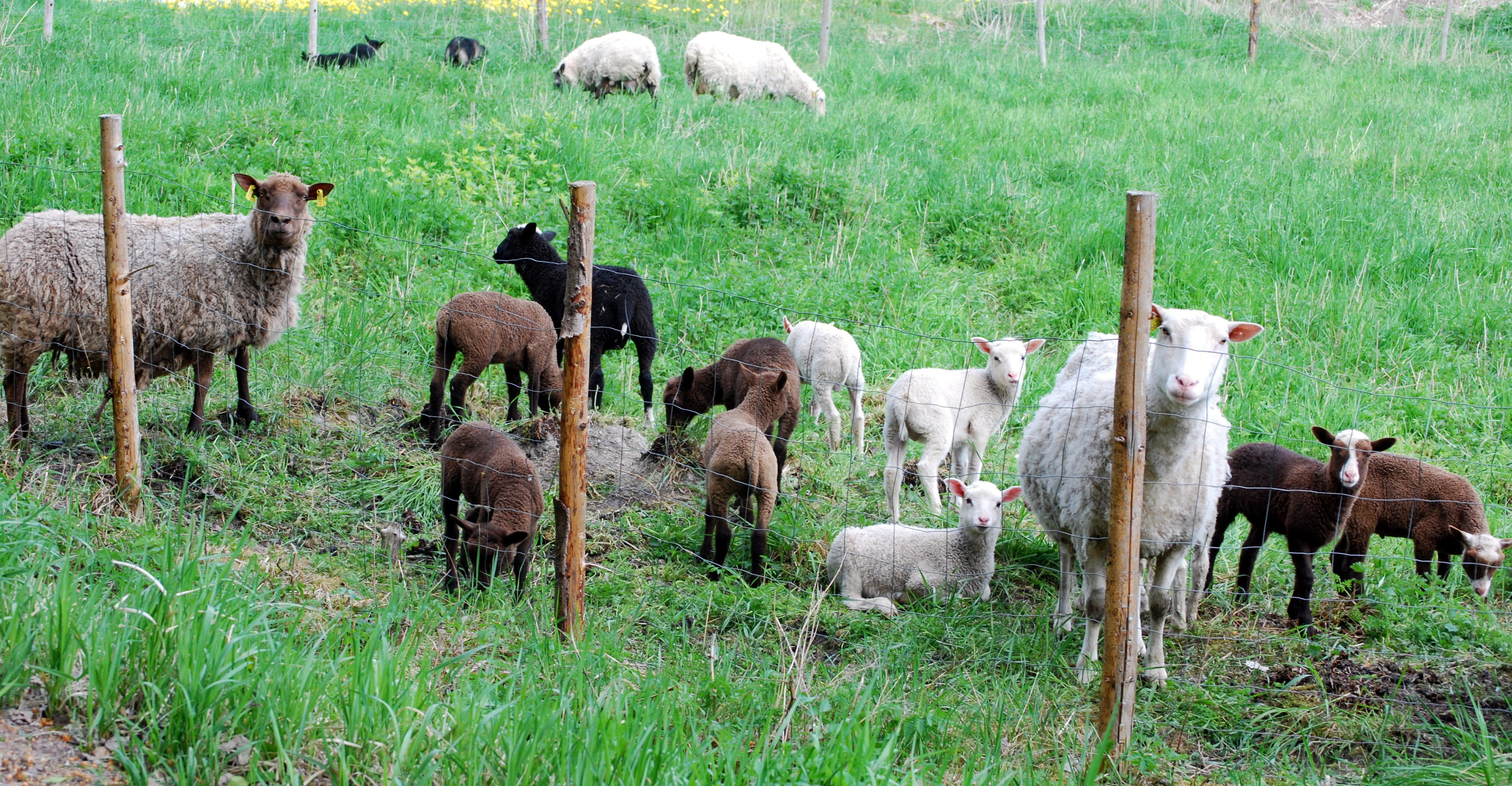
De toutes les races ovines, c'est la finnoise qui bat les records de prolificité, avec la romanov dont les portées vont jusqu'à 7 agneaux vivants.

La prolificité est un terme d'élevage qui correspond à la progéniture engendrée par une mère en un an. Cette notion étant primordiale à la rentabilité des troupeaux, de nombreuses recherches scientifiques ont été menées afin d'accroître cette valeur au cours du temps comme l'augmentation des portées par manipulation génétique.

## Définitions
Avant le XXe siècle, ce substantif féminin avait plutôt pour sens « qui favorise la fécondité ou la procréation ». Ensuite la prolificité est prise au sens de fécondité plus ou moins grande d'un être vivant .
Chez les mammifères, c'est le nombre moyen de petits par portée.
En cas de prolificité très importante, on parle d'hyperprolificité.

## Taux de prolificité
C'est l'un des paramètres à prendre en compte dans un élevage pour évaluer la productivité du troupeau, avec les taux de fertilité (nombre de femelles pleines par rapport au nombre de femelles accouplées ou inséminées), de fécondité (nombre de petits nés par rapport au nombre de femelles accouplées ou inséminées dans un temps déterminé) et de mortalité (nombre de petits morts entre la naissance et le sevrage par rapport au nombre de naissances).
Le taux de prolificité d'un élevage, en pourcentage correspond à la formule suivante :
- Taux de prolificité = (nombre de naissances à terme / nombre de mères ayant mis bas) *100.

Le taux de prolificité non corrigé inclut aussi les petits morts à terme.

## Causes de variation
La prolificité et la fertilité sont influencés par les mêmes facteurs.

## Exemple
De toutes les races ovines, c'est la finnoise qui bat les records de prolificité. Elle atteint facilement 280 % en lutte de printemps et 300 % en automne, de même que la romanov qui peut avoir des portées allant jusqu'à 7 agneaux vivants, sachant qu'une prolificité de 150% est déjà considérée par ailleurs comme bonne.